# Les Tosses (Ulldecona)
Les Tosses és una muntanya de 265 metres que es troba al municipi d'Ulldecona, a la comarca del Montsià.
Es troba a l'extrem sud-oest del conjunt orogràfic de la Serra de Godall, aproximadament 1 km al nord del Puig Garrets.